# エクリチュール (音楽)
エクリチュール（仏: écriture）は、作曲に用いられる和声や対位法、管弦楽法、楽式などの書法上の技術をまとめて呼ぶ音楽用語。

## 経緯
日本では東京藝術大学で教えた池内友次郎の影響により特にこのフランス語が定着しており、英訳の「ライティング」はあまり日本では用いられない。一般的には書法あるいは書式という日本語訳が用いられる。これらは作曲を学ぶ際別々の項目として、なおかつ同時並行して学ぶべきであり、音楽大学等の作曲専攻ではこれらの各項目が一つずつの単位として数えられるのが普通である。
作曲においてはこれらの書法が特にすぐれた音楽というものも多く存在するが、必ずしもその作品が作曲上革新的になるとは限らない。むしろ書法が優れるという ことは、従来の様式においての技術の習得を示すものであり、保守的と見なされるのが常識である。大学や音楽院などの音楽教育の場においては、この書法の習熟 がまず評価の対象とされやすく、これは多くの作曲コンクールにおいても同じことが言える。
時代が下るにつれて十二音技法や電子音楽製作法などもこの作曲語法の範疇に入る様になり、従来異端や前衛と言われた語法も次第に社会的に認められ影響されてアカデミックな教授体系の中に組み込まれている。現在は「現代音楽科」がヨーロッパの音楽大学の中に既にあり、教えられる技法はすべて戦後以後の音楽理論である。

## 関連文献
- 林達也：『新しい和声』（アルテスパブリッシング）
- 松平頼則：『新訂・近代和声学』（音楽之友社）
- 山口博史：『フーガ書法：パリ音楽院の様式による』（音楽之友社）
- 山口博史：『厳格対位法』（音楽之友社）
- 小鍛冶邦隆、林達也、山口博史共著：『バッハの様式によるコラール技法：課題集と60の範例つき』（音楽之友社）
- 増田宏三：『学習ソナタ作曲実習』（パンセアラミュージック）
- 増田宏三：『変奏曲作曲実習』（パンセアラミュージック）
- 南弘明：『十二音による対位法』（音楽之友社）
- 属啓成：『作曲技法』（音楽之友社）
- 石桁真礼生：『新版楽式論』（音楽之友社）